# Crossford, South Lanarkshire
Crossford är en ort i Storbritannien.   Den ligger i kommunen South Lanarkshire och riksdelen Skottland, i den centrala delen av landet, 500 km nordväst om huvudstaden London. Crossford ligger 49 meter över havet och antalet invånare är 702.
Terrängen runt Crossford är huvudsakligen lite kuperad. Crossford ligger nere i en dal. Runt Crossford är det ganska tätbefolkat, med 65 invånare per kvadratkilometer. Närmaste större samhälle är Hamilton, 12,8 km nordväst om Crossford. Trakten runt Crossford består i huvudsak av gräsmarker.